# Bonaparti.lv
Bonaparti.lv — латвійський музичний гурт, який брав участь у фіналі пісенного конкурсу Пісенний конкурс Євробачення 2007 з піснею «Questa Notte», посівши шістнадцяте місце.
Гурт створив шведський композитор К'єлл Йеннстіг, який хотів запропонувати свою пісню Tonight на латвійському відборі на Євробачення. Для цього йому потрібні були латвійські співаки, тому він зібрав групу з шести тенорів: Нормунд Якушонокс, Каспарс Тіманіс та Андріс Абеліт з гурту Labvēlīgais Tips;  Зігфрідс Муктупавелс, лідер Bet Bet;  Андріс Ергліс, соліст групи Cacao;  та італійський активний у Ризі Робето Мелоні. Текст і назву твору було перекладено італійською, перетворивши на «Questa Notte».

## Дискографія

### Сингли
- Questa notte

### Альбом
- Questa notte
- Questa notte (Latvian Eurovision Entry)